# Achille Borella (politico 1845)
Achille Borella (Mendrisio, 15 agosto 1845 – Mendrisio, 29 marzo 1922) è stato un politico e avvocato svizzero del Partito Liberale Svizzero.

## Biografia

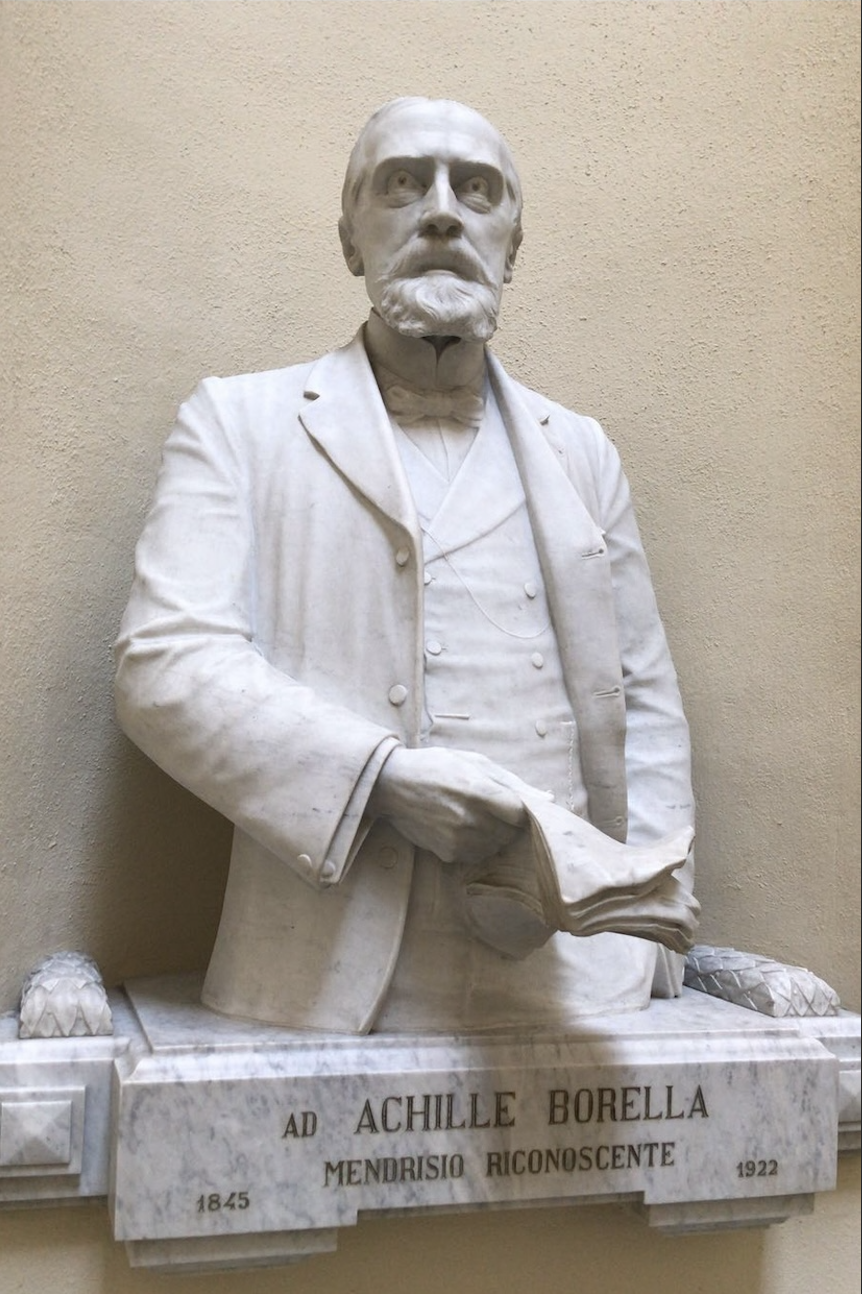
Busto in marmo di Achille Borella, nel municipio di Mendrisio.

Nato a Mendrisio, figlio di Francesco Borella, avvocato e giudice. Sposò Luigia Lauzi nobildonna figlia di Giovanni Lauzi di Pavia. Borella ha conseguito il dottorato in legge a Pavia. Si distinse come abile penalista in numerosi processi di grande risonanza e fu apprezzato a livello federale per le sue capacità e la sua preparazione giuridica. Attratto dalla carriera politica, fu sindaco di Mendrisio (1877-1905) per il partito liberale radicale, autorevole deputato al Gran Consiglio (1877-1905, 1917-22), consigliere nazionale (1893-1922) e soprattutto figura di spicco nel governo cantonale membro del Consiglio di Stato (1905-17). Leader riconosciuto dell'anima moderata e conciliatrice del partito, la sua politica pacificatrice, della duttilità negoziale e delle "ragionevoli aperture", era in sintonia con la logica consociativa favorita dall'adozione del sistema proporzionale a partire dal 1892.
Suo nipote Achille Borella è stato un'importante figura del partito liberale-radicale svizzero.

## Opere
- Andrea Ghiringhelli, Achille Borella. In: Historisches Lexikon der Schweiz, 1998.
- Erich Gruner, Die Wahlen in den Schweizerischen Nationalrat 1848–1919, Bern, Francke Verlag, 1978,  p. 728, ISBN 3-7720-1442-9.

## Gallerie d'immagini

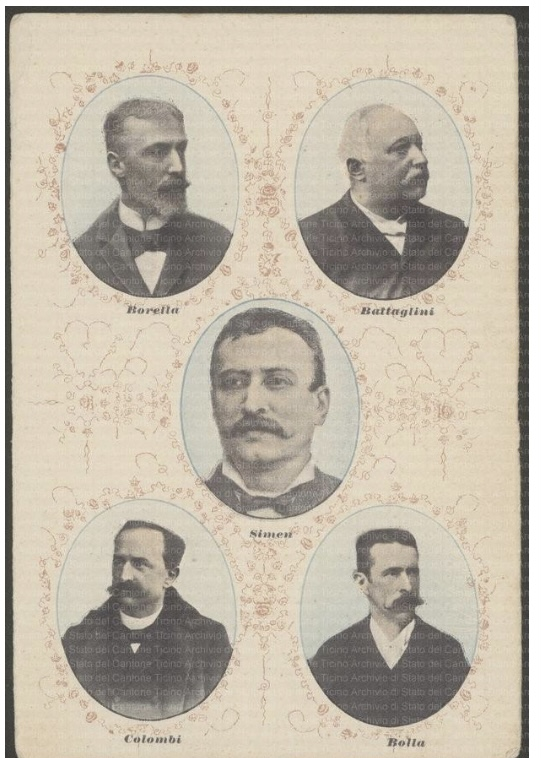
Candidati al Consiglio di Stato 1901, in alto a sinistra Achille Borella.

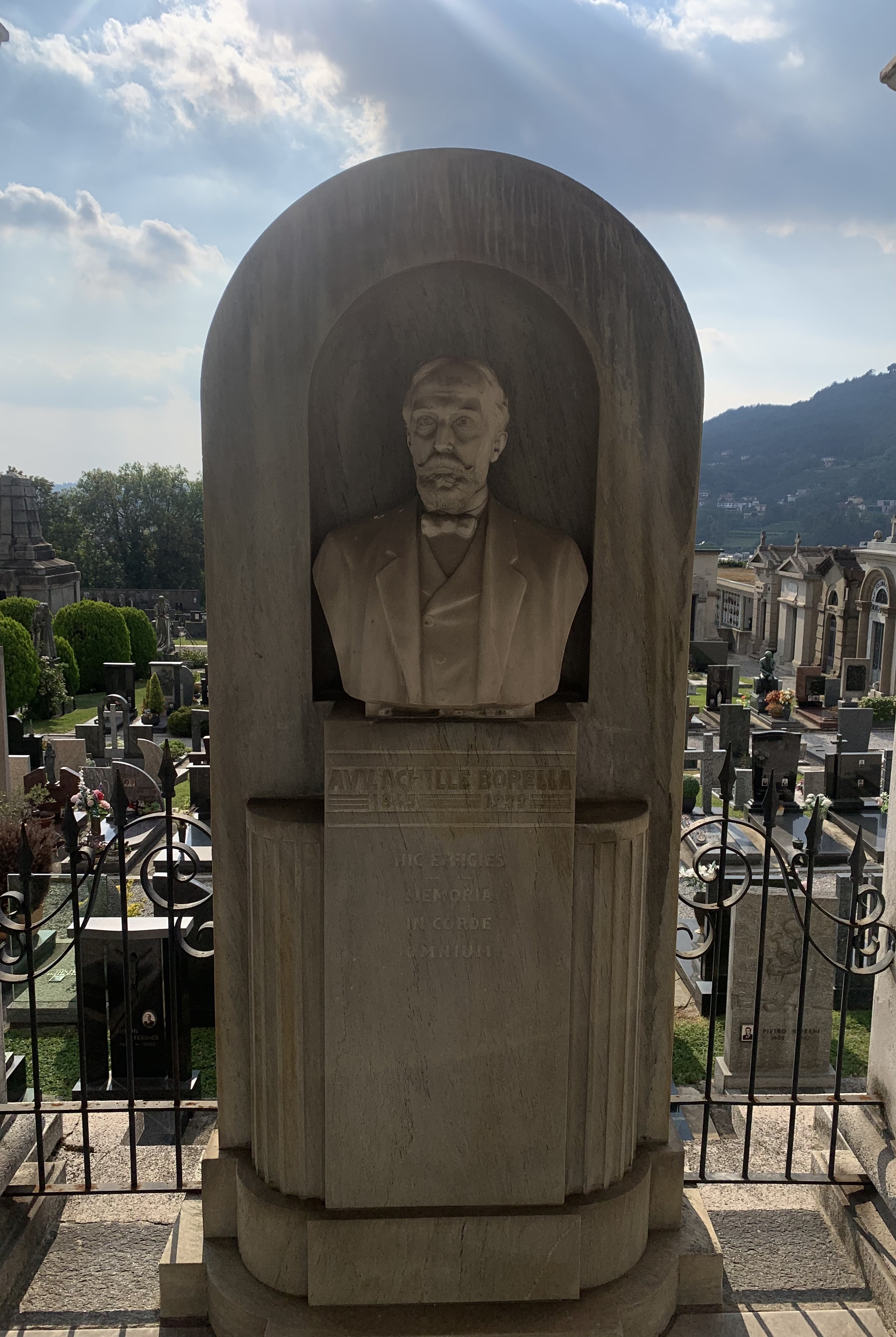
Busto commemorativo nel cimitero di Mendrisio

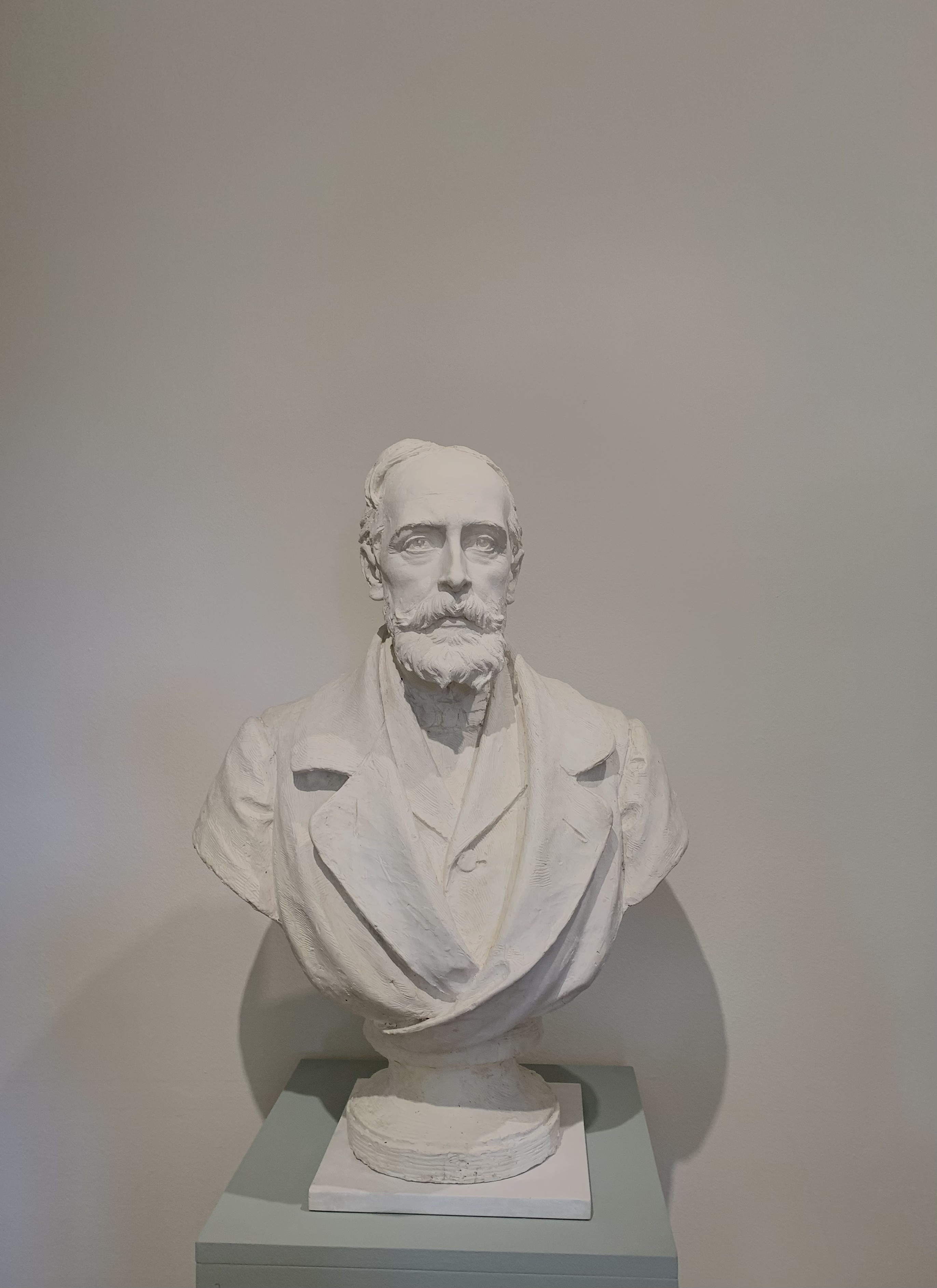
Ritratto di Achille Borella dello scultore Natale Albisetti, in gesso